# The Sanctuary
Koordinaten: 51° 24′ 40″ N, 1° 49′ 53″ W

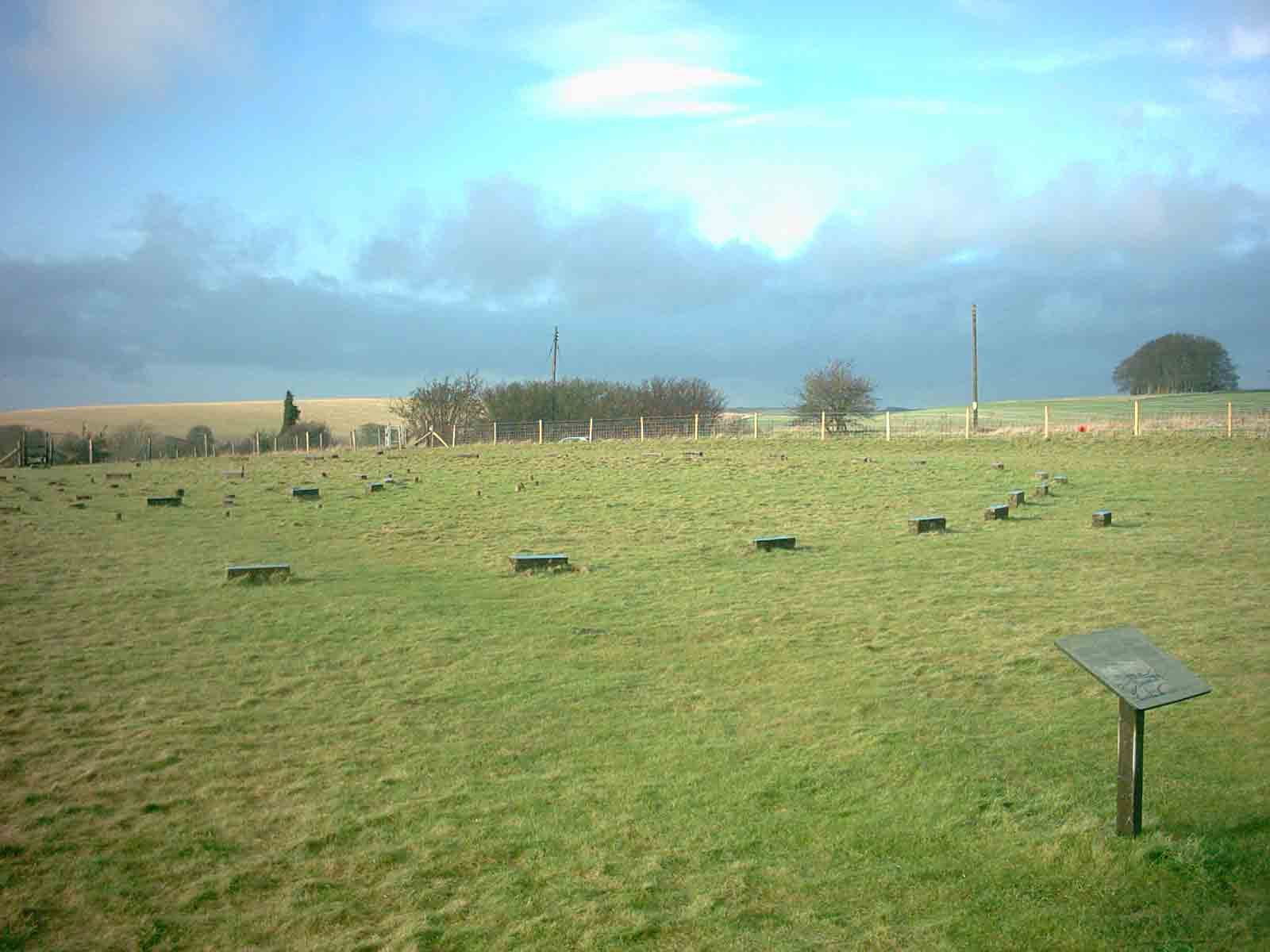
Blick über The Sanctuary im heutigen Zustand, am Boden die Betonmarkierungen

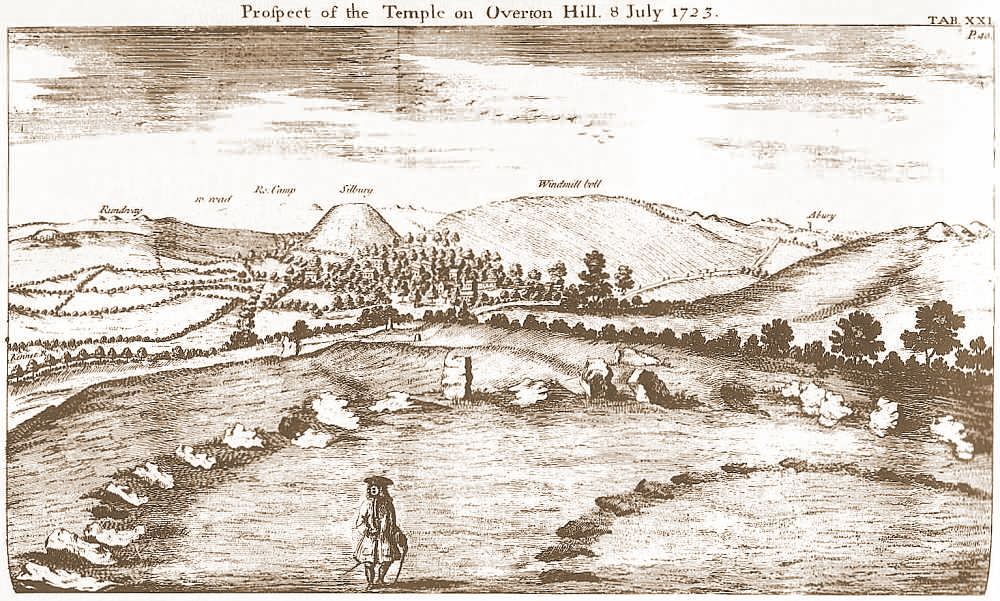
Gezeichnet von William Stukeley 1723

The Sanctuary ist ein etwa auf 3000 v. Chr. datierter neolithischer Kultplatz in der Nähe des Avebury Henge. Heute liegt The Sanctuary an der A4 (Landstraße) zwischen Avebury und Silbury Hill. Die erste schriftliche Erwähnung des Kultplatzes erfolgte im Jahre 1668 durch Samuel Pepys. Dieser assoziierte The Sanctuary mit Stonehenge, aber es ist in Wirklichkeit Teil der Kultanlagen um Avebury. Die UNESCO erklärte Stonehenge, Avebury and Associated Sites, zu denen The Sanctuary gehört, 1986 zum Weltkulturerbe.
Heute ist die Kultstätte vollkommen zerstört und nur Betonmarkierungen zeigen noch die Positionen, an denen sich einst Steine und Holzpfähle befunden haben. Die Sarsensteine und Holzpfosten waren in sieben konzentrischen Kreisen angeordnet. Der äußerste Kreis hat in etwa den Durchmesser des Steinkreises von Stonehenge. Die Steine werden auf eine Höhe von etwa 1,5 m geschätzt. Die Höhe der Holzpfähle ist unbekannt und es ist nicht erwiesen, ob sie frei standen, oder Teil einer Konstruktion waren. Die Steine wurden als Baumaterial verwendet und die Positionen der Holzpfähle wurden erst bei Grabungen in den 1930er Jahren ermittelt. Die Zerstörung des Bauwerks im Jahre 1723 war so nachhaltig, dass Maud Cunnington in den 1930er Jahren ausgiebig nach dem Kultplatz suchen musste, bevor die Ausgrabungen beginnen konnten.
Auf Radierungen aus dem 16. Jahrhundert ist zu sehen, dass The Sanctuary mit der West Kennet Avenue, also der in Richtung West Kennet Long Barrow verlaufenden Steinallee verbunden war.
Heute geht die Wissenschaft davon aus, dass The Sanctuary eine Begräbnisstätte war, da auf dem Gelände ungewöhnlich viele menschliche Überreste gefunden wurden. Es wird vermutet, dass man die Toten zur Rotte in The Sanctuary legte und später einige der Knochen im Rahmen eines Totenkultes wieder mit nach Hause nahm. Einige der Knochen weisen Brandspuren auf, daher geht man davon aus, dass zeitweise auch Feuerbestattungen durchgeführt worden sind.
Der Antiquar William Stukeley bezeichnet The Sanctuary als den Kopf der steinernen Schlange, welche er in Avebury und den umgebenden Steinalleen entdeckt haben will. Heute wird dies als Fehlinterpretation angesehen, da Stukeley sich in seinem späteren Werk in die Druidentheorie verrannte und seine Interpretationen nicht als seriös betrachtet werden. W. Stuckeley fertigte allerdings einige Zeichnungen und Karten der Anlage an, auf denen die Positionen der Steine vermerkt sind.